# József Szendrei
József Szendrei (Karcag, 25 d'abril de 1954) és un exfutbolista hongarès, que ocupava la posició de porter.

## Trajectòria
Va passar per diversos clubs del seu país fins que el 1981 fitxa per l'Újpesti Dózsa, amb qui disputa 126 partits en sis temporades. Amb l'Újpesti guanya la Copa d'Hongria de 1982, 1983 i 1987.
Posteriorment militaria al CD Málaga i al Cadis CF de la competició espanyola, fins a la seua retirada el 1992.

### Equips
- 72/80 Szolnoki MÁV MTE
- 76/78 Kossuth KFSE (cedit)
- 80/81 Nyíregyháza VSSC
- 81/87 Újpesti Dózsa
- 87/88 CD Málaga
- 88/92 Cadis CF

## Internacional
Szendrei va ser internacional amb Hongria en deu ocasions. Va participar amb la seva selecció al Mundial de 1986.